# 田上嘉子
田上 嘉子（たがみ よしこ、本名 - 下絛 嘉子（旧姓 - 田上）、1922年〈大正11年〉3月12日 - 2007年〈平成19年〉1月12日）は、日本の女優。元子役。東京都出身。
夫は俳優の下條正巳。長男は俳優の下條アトム。

## 人物
日本大学芸術科中退。
新童話劇場に所属し、子役として活動。
1934年6月、築地座を脱退し劇団創作座の創立に参加。
1937年、東宝劇団入団。1940年、本流新派入座。1942年、井上演劇道場入団。
その後はプレーヤーズセンター、森の会を経て、1959年9月、劇団現代座入団。1962年7月に現代座を退団し、同年9月、劇団新人会に入団。
舞台を中心に活動していた。結婚後、ラジオの声優を活動の中心としていた時期がある。
築地座・創作座時代には少女名優と謳われ、『京都三条通』の加地喜代役を村山知義はテアトロの批評で「13歳だそうだが、実にしっかりしている。天才ではないかと思う」と評している。足立直郎は東宝劇団時代の『土』のおつぎ役を「相当将来性がある」と称した。

## 主な出演作品

### 映画
- みんなわが子（1963年）

### テレビドラマ
- この瞳（1956年、NHK）
- 月見草（1957年、KR）
- 石となりぬる（1957年、KR）
- ここに人あり（1958年、NHK）
- 裸の町（1958年、NHK）
- 鉄腕アトム（1959年、MBS）
- 天使の部屋（1960年、NHK）
- 指名手配 第27回「黒い変質者」（1960年、NET）
- 黎明（1960年、NHK）
- 晩菊（1960年、NET）
- ヘンゼルとグレーテル（1961年、NHK）
- この光は消えず キュリー夫人（1961年、NHK）
- あすをつげる鐘 近代教育の父ペスタロッチ（1961年、NHK）
- 江戸育ち江戸家猫八[14]（1961年12月30日、NHK）[15]
- 娘と私（1961年 - 1962年、NHK）
- おかあさん 第217回「マタニティ・マーチ」（1963年、TBS）
- 愛と死をみつめて（1964年、TBS）
- じゃまっけ（1964年、TBS）
- 嘘つき（1965年、NHK）

### ラジオドラマ
- 谷間（1951年、NHK） - 田代節子[16]
- かくて夢あり（1953年 - 1954年、NHK）[17]
- 花はもえている（1955年 - 1956年、NHK）[18]

### 舞台
- レールは唸る（1933年、東京青年俳優劇団プロット加盟準備公演） - ミイチカ[19]
- 数（1934年、劇団創作座） - 君子[12]
- 鼬（1934年、劇団創作座） - お君[12]
- 聯絡船（1934年、劇団創作座） - 映画女優の弟子[12]
- 京都三条通り（1934年、劇団創作座） - 加地喜代[12]
- 村道（1935年、劇団創作座） - 宇佐美綾子[20]
- 鼬（1935年、劇団創作座） - お咲[20]
- 猪之吉（1935年、劇団創作座） - 房子[20]
- クレオパトラ美容室（1935年、劇団創作座） - ミチ[20]
- あらし（1935年、劇団創作座） - 看護婦D[20]
- 母親（1935年、劇団創作座） - 美津子[20]
- 築地明石町（1935年、劇団創作座） - おなを[20]
- 土（1939年、東宝劇団） - おつぎ[13]
- 田植唄（1940年、東宝移動文化隊）[21]
- 橋からの眺め（1959年、劇団現代座） - ビアトリス[22]
- 愚者の死（1960年、劇団現代座） - 勝子[23]
- 月明らかに星稀なり（1962年、劇団新人会） - 老尼[24]
- トロイアの女（1963年、東大ギリシァ悲劇研究会） - アテーナ[25]
- 戯劇春秋（1963年、劇団三期会　劇団新人会　劇団青年座　劇団同人会、劇団仲間合同公演） - 馮韻荷[26]
- さすらい（1964年、劇団新人会） - 埃太女神官[27]